# Pin drop silence: Eleven-headed Avalokiteshvara
Pin drop silence: Eleven-headed Avalokiteshvara  est une thangka à l'encre, au crayon, à l'acrylique et au pastel sur papier de l'artiste tibétain Tenzing Rigdol de 2013 conservée au Metropolitan Museum of Art depuis 2014.

## Contexte
L'art tibétain contemporain est apparu dans la seconde moitié du XXe siècle. Des artistes comme Tenzing Rigdol et Gonkar Gyatso ont été mis en avant lors de l'exposition Tibet and India: Buddhist Traditions and Transformations du Metropolitan Museum of Art en 2014. Leurs œuvres montrent comment des artistes tibétains contemporains incorporent des formes et des concepts nouveaux dans le canon de l'art bouddhique tibétain.
L'œuvre de Rigdol, Pin drop silence: Eleven-headed Avalokitesvara, était une commande pour cette exposition.

## Description
Tenzing Rigdol représente Avalokiteśvara comme une mandorle rayonnante, lumineuse, comprenant onze têtes. Ses mains principales froment un Añjali Mudrā, le geste de vénération, faisant référence à Shadakshari Lokeshvara et, donc au dalaï-lama, considéré comme une émanation d'Avalokiteśvara. L'arrière fond est fracturé d'une grille, similaire à des dessins de thangka et aux tapis tibétains. Couvrant la composition, des textes invoque la divinité, dont le visage et les yeux ne sont représentés. Tenzing Rigdol a ainsi évacué l'aspect dévotionnel que peut contenir une représentation d'Avalokiteśvara, obligeant l'observateur à y voir une œuvre d'art personnelle.
Des portions imbriquées de thangka tibétaines et de page de texte tibétain laissent apparaitre un dessin sous-jacent. L'entrelacement de fragment forme la figure centrale d'Avalokiteśvara à onze têtes obscurcissant la divinité. Cette technique picturale évoque et gomme tout à la fois la tradition bouddhiste. Les détails de la divinité sont remplacés par des flammes montantes.

## Interprétation
L'œuvre peut être interprétée symbolisant l'érosion de la culture et de l'identité tibétaines ou la disparition de spiritualité à notre époque. Cependant, la représentation peut aussi être interprétée comme une expression de la vacuité (Śūnyatā) et de la présence indestructible de la divinité. En visualisant la grille proportionnelle impliqué dans la création de cette thangka, nous imaginons le travail de l'artiste souvent considérée par les historiens impossible à percevoir dans la peinture tibétaine traditionnelle. Nous percevons sur cette peinture des formes plus individualistes et expressionnistes de l'artiste. Pour Tinley Fynn, historien de l'art spécialiste de l'art tibétain contemporain, « la reconnaissance et la visibilité de leur travail pourraient contribuer à remettre en question les stéréotypes de la culture « immuable » et « inchangée » du Tibet. Ils peuvent également contribuer à révolutionner la façon dont la longue histoire du Tibet est comprise. ».
L’œuvre comprend des thèmes retrouvés systématiquement dans la peinture de Tenzing Rigdol comme les quadrillages qui dominent la toile, une représentation d'un bodhisattva sous-jacente et des flammes émergeant du corps de la divinité, représentant les 157 auto-immolations de Tibétains demandant la libération du Tibet et le retour du 14e dalaï-lama.